# Едмунд Россманн
Едмунд Россманн (нім. Edmund Roßmann; 11 січня 1918 — 4 квітня 2005) — німецький льотчик-ас винищувальної авіації, лейтенант люфтваффе (1944). Кавалер Лицарського хреста Залізного хреста.

## Біографія
Після закінчення льотного училища 1 березня 1940 року зарахований в 7-му ескадрилью 52-ї винищувальної ескадри. Під час Французької кампанії і битви за Британію збив 6 літаків супротивника. Учасник Німецько-радянської війни, до кінця 1941 року мав на своєму рахунку 32 перемоги. У березні-червні 1942 року служив інструктором у навчальній винищувальній групі «Схід», дислокованій у Франції, а потім повернувся в свою ескадрилью. 29 листопада 1942 року здобув свою 80-ту перемогу. 9 липня 1943 року в бою над Таманню його літак (Bf.109G) був збитий і Россманн був узятий в полон. Всього за час бойових дій здійснив 640 бойових вильотів і збив 93 літаки противника, з них 87 радянських. У жовтні 1949 року переданий владі ФРН і звільнений.

## Нагороди
- Нагрудний знак пілота
- Медаль «За вислугу років у Вермахті» 4-го класу (4 роки)
- Залізний хрест 2-го і 1-го класу
- Почесний Кубок Люфтваффе (17 листопада 1941)
- Німецький хрест в золоті (22 січня 1942)
- Лицарський хрест Залізного хреста (19 березня 1942) — за 49 повітряних перемог.
- Авіаційна планка винищувача в золоті
- Нагрудний знак пілота (Румунія)
- Орден «Доблесний авіатор», золотий хрест (Румунське королівство)